# Степанян, Мигран Оганесович
Мигран Оганесович Степанян — советский хозяйственный и государственный деятель, лауреат Государственной премии СССР за выдающиеся достижения в труде.

## Биография
Родился в 1942 году в Армянской ССР. Член КПСС.
В 1963—1991 — помощник мастера Ленинаканского текстильного комбината / производственного хлопчатобумажного объединения имени Майского восстания Армянской ССР.
За совершенствование трудовых процессов, расширения зон обслуживания, совмещения профессий, внедрения передовых методов труда был в составе коллектива удостоен Государственной премии СССР за выдающиеся достижения в труде 1976 года.
Жил в Армении.

## Награды
- Орден Трудового Красного Знамени (1976, 1981[1])